# Bringing It On Home
«Bringing It On Home» (en español: «Llevándolo a casa») es una canción de hard rock escrita por Rik Emmett y Mike Levine.  Se encuentra originalmente como la segunda pista del álbum Rock & Roll Machine de la banda canadiense de hard rock Triumph, lanzado en 1977 en Canadá por Attic Records y en Estados Unidos por RCA Records.

## Lanzamiento
Este tema fue publicado en 1977 como el segundo y último sencillo de Rock & Roll Machine y fue producido por Mike Levine y Doug Hill. La canción que se numeró en la cara B del vinilo fue «24 Hours a Day», la cual fue lanzada como sencillo solamente en Canadá un año antes.

## Lista de canciones

### Cara A
| side one |                       |                          |               |          |  |
| N.º      | Título                | Escritor(es)             | Voz principal | Duración |  |
| 1.       | «Bringing It On Home» | Rik Emmett / Mike Levine | Rik Emmett    | 4:38     |  |

### Cara B
| side one |                  |              |                        |          |  |
| N.º      | Título           | Escritor(es) | Voz principal          | Duración |  |
| 2.       | «24 Hours a Day» | Rik Emmett   | Rik Emmett / Gil Moore | 4:26     |  |

## Créditos
- Rik Emmett — voz principal (en el tema «Bringing It On Home» y «24 Hours a Day»), guitarra y coros.
- Gil Moore — voz principal (en el tema «24 Hours a Day»), batería y coros.
- Mike Levine — bajo y coros